# Brad Johnson
Brad William Johnson (ur. 24 października 1959 w Tucson, zm. 18 lutego 2022 w Fort Worth) – amerykański aktor telewizyjny i filmowy, model.

## Życiorys

### Wczesne lata
Urodził się na małym rancho w Tucson w stanie Arizona jako syn trenerów koni i sprzedawców samochodów – Virginii (ur. 1922) i kowboja Grove’a (ur. 1920) Johnsonów. Dorastał z siostrą Beth. Studiował biznes w Southern Oregon State College w Ashland w stanie Oregon. Uczęszczał także do College of Southern Idaho w Twin Falls w stanie Idaho. W roku 1984 spróbował zostać kowbojem i jako fachowiec od jeździectwa okrążał rodeo.

### Kariera
W 1985 postanowił poświęć się aktorstwu i przeniósł się do Hollywood, gdzie zaczął występować w telewizji. Pracował jako model dla Calvina Kleina. W 1987 wziął udział w kampanii reklamowej papierosów Marlboro.
Debiutem kinowym był romantyczny film przygodowy Stevena Spielberga Na zawsze (Always, 1989), gdzie zagrał sugestywnie postać Teda Bakera, pilota samolotu i męża Dorindy (w tej roli Holly Hunter). Rolę pilota zagrał także w późniejszych produkcjach filmowych: Lot Intrudera (Flight of the Intruder, 1991), Eksperyment Filadelfia II (Philadelphia Experiment II, 1993), a także cyklu filmów chrześcijańskich: Pozostawieni w tyle (Left Behind, 2000, 2002 i 2005).
W 1990 znalazł się na liście najpiękniejszych osób na świecie magazynu „People”.
Ze swoim amerykańskim prawym spojrzeniem i genealogią kowboja, Brad Johnson został obsadzany w późnych latach 80. i na początku lat 90. XX wieku w serialach CBS z gatunku westernu; Ned Blessing (1993) jako tytułowy bandyta, kowboj i były szeryf oraz Courthouse (1995) w roli sędziego przetransportowanego do Nowego Jorku, który wniósł poczucie sprawiedliwości. Był agresywnym policjantem i mężem Jaclyn Smith w dramacie Ofiara gniewu (Cries Unheard: The Donna Yaklich Story, 1994) i romantycznym partnerem Farrah Fawcett w melodramacie CBS Jedwabna nadzieja (Silk Hope, 1999). Pojawił się w serialu ABC Melrose Place (1996) jako doktor Dominick O’Malley, ekspert od dzieci, romansujący z Jo (Daphne Zuniga).

## Życie prywatne
11 października 1986 ożenił się z modelką Laurie (ur. 1962). Mieli sześć córek i dwóch synów.

### Śmierć
Zmarł 18 lutego 2022 w Fort Worth w Teksasie, w wieku 62 lat w wyniku infekcji COVID-19.

## Filmografia

### Filmy fabularne
- 1989: Moto Diabły (Nam Angels) jako Calhoun
- 1989: Na zawsze (Always) jako Ted Baker
- 1991: Lot Intrudera (Flight of the Intruder) jako porucznik Jake ‘Cool Hand’ Grafton
- 1992: Rysopis mordercy (Sketch Artist) jako Peter
- 1993: Eksperyment Filadelfia II (Philadelphia Experiment II) jako David Herdeg
- 1995: Dominion: Gra o życie (Dominion) jako Harris
- 1995: Lone Justice 2 jako Ned Blessing
- 1996: Lone Justice 3 jako Ned Blessing
- 2000: Across the Line jako szeryf Grant Johnson
- 2000: Pozostawieni w tyle (Left Behind: The Movie) jako kpt. Rayford Steele
- 2001: Ślepa obsesja (Blind Obsession) jako Jack Fletcher
- 2002: Koniec jest bliski (Left Behind II: Tribulation Force) jako kpt. Rayford Steele
- 2004: Bez żalu (No Regrets) jako aktor grający Phila
- 2005: Dzikie żądze: Nieoszlifowane diamenty (Wild Things: Diamonds in the Rough) jako Jay Clifford
- 2005: Spisani na straty (Left Behind: World at War) jako kpt. Rayford Steele
- 2005: Truce jako Duane Edwards
- 2007: Bezpieczna przystań (Safe Harbour) jako Matt Bowles
- 2008: Jadowity wróg (Copperhead) jako ‘Dziki’ Bill Longley
- 2013: Piękna Bestia jako Jeremy Edmunds

### Filmy TV
- 1992: Amerykańska historia (An American Story) jako George Meade
- 1994: XXX’s & OOO’s jako Kyle Townes
- 1994: Ofiara gniewu (Cries Unheard: The Donna Yaklich Story) jako Dennis Yaklich
- 1994: Siringo jako Charlie Siringo
- 1994: Ptaki II (The Birds II: Land’s End) jako Ted
- 1997: Śmiałkowie (Rough Riders) jako Henry Nash
- 1997: Najemnicy (Soldier of Fortune) jako major Matthew Quentin Shepherd
- 1999: Jedwabna nadzieja (Silk Hope) jako Ruben
- 2001: Cena za życie (Crossfire Trail) jako Beau Dorn
- 2003: Alaska
- 2003: Świat rzeki (Riverworld) jako Jeff Hale
- 2005: Obca krew (Alien Blood) jako Stephen Chase

### Seriale TV
- 1993: Ned Blessing: The Story of My Life and Times jako Ned Blessing
- 1995: Courthouse jako sędzia Wyatt E. Jackson
- 1996: Melrose Place jako dr Dominick O’Malley
- 1997-99: Najemnicy (Soldier of Fortune, Inc.) jako major Matthew Quentin Shepherd
- 2008: Czas Komanczów (Comanche Moon) jako pułkownik Tom Soult